# Pteroplatus transversalis
Pteroplatus transversalis är en skalbaggsart som beskrevs av Ferdinando Arborio Gattinara di Breme 1844. Pteroplatus transversalis ingår i släktet Pteroplatus och familjen långhorningar. Inga underarter finns listade i Catalogue of Life.